# Tjako van Schie

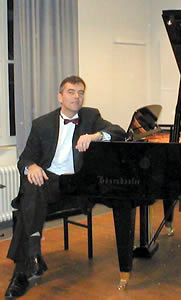
Tjako van Schie

Tjako van Schie (nacido el 17 de abril de 1961 en Coevorden, Países Bajos) es un pianista y compositor holandés.
Estudió el piano en el Conservatorio de Zwolle y completó sus estudios de piano con Ben Smits.